# Vanessa braziliensis
Vanessa braziliensis (denominada popularmente, em língua inglesa, de Brazilian Painted Lady) é uma borboleta neotropical da família Nymphalidae e subfamília Nymphalinae, encontrada no Brasil, Venezuela, Equador, Peru, Bolívia, Paraguai, Uruguai e norte da Argentina. Foi classificada por Frederic Moore, com a denominação de Pyrameis braziliensis, em 1883, de espécime proveniente de São Paulo.

## Descrição
Indivíduos desta espécie possuem as asas com envergadura de 5 a 6 centímetros, de contornos mais ou menos serrilhados e com tonalidades em vermelho, rosa e laranja, vistos por cima; além de apresentar característicos desenhos marmoreados em negro e branco, na metade superior das asas anteriores, e marrom. Vistos por baixo, apresentam, principalmente, desenhos em rosa na parte central das asas anteriores e um par de ocelos, bem visíveis, localizados em uma área de coloração marrom das asas posteriores.

## Hábitos
Segundo Adrian Hoskins, esta espécie pode ser encontrada em uma ampla variedade de ambientes antrópicos; ao longo das margens de clareiras, em habitats de floresta secundária e em campos, áreas rochosas áridas, pastagens, jardins e praças, em altitudes de cerca de 1.800 a 3.500 metros. É ativa nas horas quentes do dia, com ambos os sexos tendendo a ser vistos em grupos de até uma dúzia de indivíduos. Se alimentam de néctar floral.

## Vanessa braziliensisno Chile
Em janeiro de 2012, um macho de Vanessa braziliensis foi observado a uma altitude de cerca de 3.300 metros na região das encostas ocidentais da região norte dos Andes chilenos, ao redor da vila de Socoroma, na Província de Parinacota, por Héctor A. Vargas. Posteriormente, em janeiro de 2013, três fêmeas desta espécie foram coletadas em um local a cerca de cinco quilômetros a sudoeste do local de coleta do ano anterior. Estas borboletas estavam visitando pequenas plantas de Gnaphalium (Asteraceae), onde foram detectadas larvas. Este é o primeiro registro desta borboleta no Chile.

## Vanessa braziliensiseVanessa carye
Na Região Sul do Brasil, Vanessa braziliensis difere de Vanessa carye por apresentar, em vista superior, duas manchas ocelares em cada asa posterior, enquanto esta última espécie apresenta quatro e é mais alaranjada.